# Náměstí Bohumila Hrabala

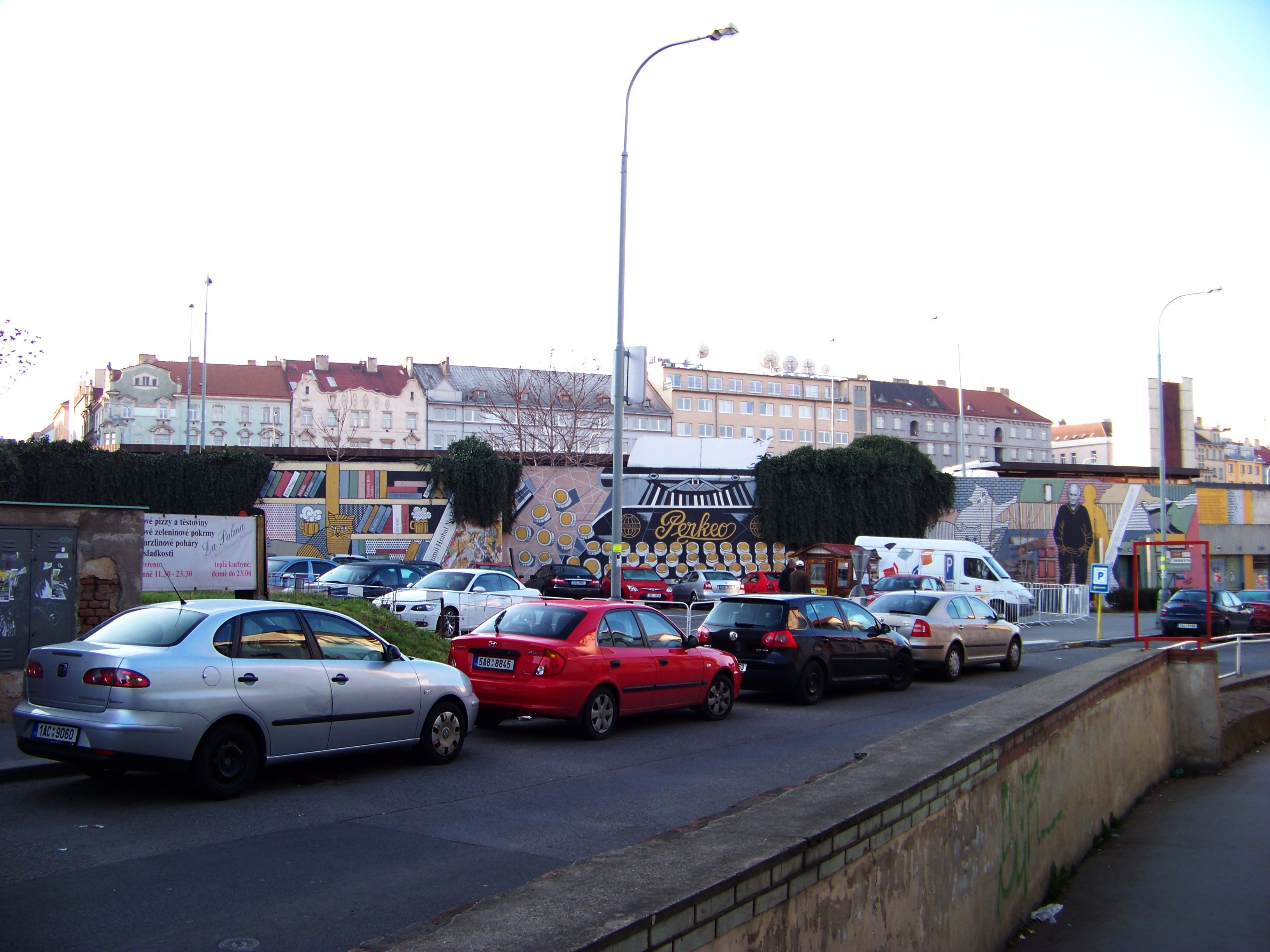
Pohled z ulice Na hrázi přes Hrabalovu zeď

Náměstí Bohumila Hrabala se nachází v Praze-Libni v městské části Praha 8. Je pojmenováno podle spisovatele Bohumila Hrabala, který bydlel v dnes již neexistujícím domě v ulici Na Hrázi, v místech dnešního „náměstí“, kde napsal řadu knih.
Prostranství vzniklo vybouráním kosodélníkového bloku stávající domovní zástavby při stavbě linky metra B, která byla přes Palmovku na Českomoravskou prodloužena 22. listopadu 1990. Jedná se v podstatě jen o areál autobusového terminálu na stropě vestibulu a technologických prostor stanice metra Palmovka, obklopené ulicemi Na Žertvách, Ronkova, Na Hrázi a Ludmilina, k nimž jsou také přiřazeny adresy domů v okolí náměstí. Autobusové stanoviště meziměstské dopravy bylo opuštěno po prodloužení metra na Černý Most a změněno v parkoviště, další městské linky byly zkráceny ke stanici Letňany, takže z původně frekventovaného dopravního terminálu se stalo předimenzované zanedbané místo. Stěna objektu stanice metra směrem do ulice Na Hrázi nese název Hrabalova zeď. Na druhé straně, směrem k ulici Na Žertvách, se v linii někdejší Rakouské severozápadní dráhy nachází mírný val.
Název „náměstí Bohumila Hrabala“ dostalo prostranství v roce 1999, tedy druhý rok po spisovatelově úmrtí.
Pojmenování náměstí si vysnil sám spisovatel: „Vycházím na ulici a tam, kam na Hráz ústila ulice Bratrská, bývalo malounké náměstíčko, o kterém jsem říkal Vladimírovi se smíchem, až budu slavný, tak tady bude náměstí Bohumila Hrabala.“
V letech 2006 a 2007 se objevil záměr zástavby prostranství komerční budovou One Galerie – Palmovka Residence.